# Scipione de Ricci
Scipione de' Ricci, también conocido por su nombre en castellano Escipión de Ricci (Florencia, 19 de enero de 1740 – Rignana, 27 de enero de 1810), fue un obispo católico italiano de la diócesis de Pistoya y Prato, que se adhirió a la doctrina jansenista. Fue quien convocó el famoso sínodo de Pistoya con la intención de establecer la reforma de la Iglesia de acuerdo a los postulados del jansenismo y de las doctrinas de Pascasio Quesnel.

## Biografía
Scipione de Ricci nació en 1740 en el seno de una familia noble de Florencia. Fue educado en Roma por los jesuitas. Realizó sus estudios superiores en la Universidad de Pisa, donde obtuvo el título de doctor en Leyes.
En 1766 fue ordenado sacerdote, al tiempo que se acercaba a la doctrina jansenista. Gracias a la influencia del Gran duque de Toscana, Pietro Leopoldo, fue consagrado obispo de la diócesis de Pistoya y Prato en 1780. Intentó reorganizar su diócesis, aboliendo varias órdenes religiosas y reformando la estructura parroquial, que llevó a cerrar numerosas iglesias que pasaron luego a ser usadas para fines civiles.
Scipione fue un fuerte opositor al culto del Sagrado Corazón de Jesús y un fuerte sostenedor de la autonomía de las iglesias locales frente a Roma.

### Sínodo de Pistoya
Ricci estaba tan convencido de su pensamiento que convocó, con la ayuda del teólogo Pietro Tamburini, un sínodo de los obispos de Toscana en su diócesis, el llamado Sínodo de Pistoya, que dictaminó una serie de decretos de reforma. Entre otras cosas, el sínodo acogió los cuatro artículos galicanos de 1682, recomendó las meditaciones de Pascasio Quesnel sobre la Sagrada Escritura y abolió numerosas devociones como la del Sagrado Corazón de Jesús, los ejercicios espirituales y las misiones populares.
La acogida negativa que tuvo el sínodo en el clero de Toscana y, luego, la condena romana, hizo que Scipione se encontrase cada vez más aislado, pero el golpe definitivo para el obispo de Pistoya, fue en 1790, cuando su protector, el Gran duque de Toscana, se convirtió en el emperador del Sacro Imperio Romano Germánico, dejándolo sin ningún apoyo político en la Toscana.
El pueblo de Prato se rebeló contra el obispo porque había desvalorado la más importante de las reliquias de la ciudad, el Santo Cíngulo (cinturón) de la Virgen María (guardado en la capilla del Cíngulo de la Catedral de Prato). Esta y otras acusaciones semejantes, hicieron que el obispo huyera y en 1791 renunciara a la diócesis. 

### Condena y retractación
El 28 de agosto de 1794, con la bula Auctorem Fidei, el papa Pío VI condenó 85 tesis aprobadas por el sínodo de Pistoya, declarándolas como heréticas, cismáticas o contrarias a la fe y a la tradición de la Iglesia.
Scipione de Ricci en 1799 debió retractarse públicamente haciendo un acto de sumisión en el concilio diocesano de Florencia. En 1805, en un encuentro con el papa Pío VII en Florencia, abjuró nuevamente de sus tesis y renunció a toda doctrina contraria a la Iglesia católica, especialmente al jansenismo. Se retiró a una vida solitaria, condición en la que murió en 1810.
La retractación de Scipione se puede examinar en la edición bilingüe de la llamada bula de Mayorca de 1814.